# Śmierć kapitana Rosińskiego

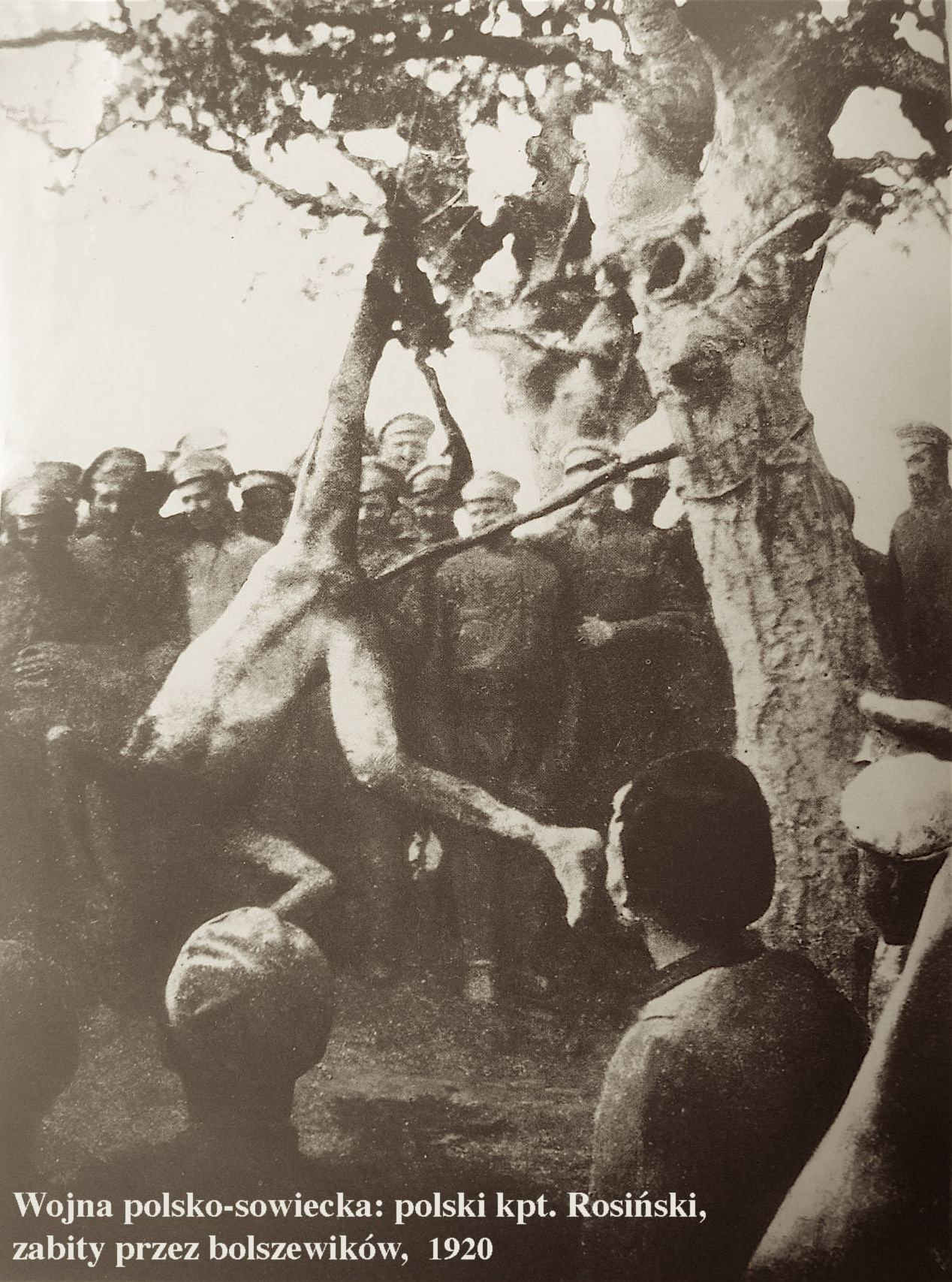
Fotografia śmierci kapitana Rosińskiego z błędnym opisem

Śmierć kapitana Rosińskiego – fotografia opublikowana we francuskim tygodniku L’Illustration w lipcu 1920 roku, przedstawiająca śmierć oficera I Korpusu Polskiego w Rosji kapitana Rosińskiego, zamordowanego przez bolszewików w Orszy na początku czerwca 1918 roku.
W niektórych publikacjach pojawia się błędna informacja, że fotografia pochodzi z okresu wojny polsko-bolszewickiej i jest symbolem bestialstwa żołnierzy Armii Czerwonej względem wziętych do niewoli polskich jeńców.

## Tło
Od początku lipca 1920 roku wojska Michaiła Tuchaczewskiego parły do przodu i w końcu miesiąca osiągnęły linię Bugu, prowadząc jednocześnie intensywną antypolską propagandę, co skutkowało niechętną (poza Francją) postawą mocarstw ententy wobec Polski, oferując jej pod licznymi warunkami tylko i wyłącznie pośrednictwo w rozmowach z Sowietami. W tej sytuacji Rzeczpospolita szukała argumentów nie tylko, żeby użyć ich bezpośrednio w negocjacjach, ale także by wywierać wpływ na zachodnioeuropejską opinię publiczną. Jednym z takich argumentów były dowody komunistycznych zbrodni dokonywanych na Polakach, gromadzone między innymi przez polski wywiad, w tym fotografie. Prawdopodobnie artykuł ze zdjęciem polskiego oficera opublikowany w L’Illustration stanowił element kampanii propagandowej inspirowanej przez polską dyplomację, a Alfred Poznański (Alfred Savoir) który je otrzymał od „polskich służb informacyjnych”, był tej kampanii realizatorem.

## Kapitan Rosiński
3 marca 1918 roku podpisano traktat brzeski między Rosją Sowiecką a państwami centralnymi, a białoruska Orsza gdzie zamordowano Rosińskiego znalazła się na linii granicznej: część zachodnia zajęta była przez Niemców, wschodnia przez Rosjan i taka sytuacja trwała do października, kiedy rozpoczęła się ewakuacja oddziałów Armii Cesarstwa Niemieckiego.
Na terenie Białorusi stacjonował I Korpus Polski dowodzony przez generała Józefa Dowbora-Muśnickiego utworzony w lipcu 1917 roku. Po rewolucji październikowej sytuacja korpusu stała się bardzo trudna, a zajęcie Twierdzy Bobrujsk w lutym 1918 roku tylko na chwilę poprawiło sytuację „Dowborczyków”. Po podpisaniu traktatu brzeskiego Niemcy uznali korpus za zbędny, dlatego dążyli do jego demobilizacji co nastąpiło w maju bieżącego roku; rozpoczęto rozbrajanie Polaków i kierowanie żołnierzy do ich miejsc zamieszkania, co trwało do połowy lipca.
Kapitan Rosiński i jego brat w stopniu porucznika pochodzili z okolic Wilna gdzie ich ojciec był drobnym posiadaczem ziemskim i byli żołnierzami I Korpusu Polskiego, co potwierdzają wydane w 1935 roku wspomnienia generała Dowbora-Muśnickiego. Żołnierz korpusu Melchior Wańkowicz wspomniał że kapitan Rosiński, tak jak on, był członkiem działającej w korpusie zakonspirowanej organizacji Związek Broni, utworzonej w grudniu 1917 roku przez nastawionych antyniemiecko zwolenników walki o niepodległość Polski. Pewna liczba oficerów i żołnierzy nie pogodziła się z decyzją o demobilizacji korpusu, w tym bracia Rosińscy, którzy pod koniec maja 1918 roku wyruszyli do Murmańska przez Orszę, gdzie znajdował się punkt graniczny między terenami okupowanymi przez wojska niemieckie i rosyjskie. Aresztowani przez bolszewików zostali w okrutny sposób straceni.

## Fotografia
Na fotografii opublikowanej 31 lipca 1920 roku we francuskim tygodniku L’Illustration, widać nagiego kapitana Rosińskiego który wisząc głową w dół, ma przywiązaną lewą nogę do gałęzi drzewa, a w jego odbyt wbita jest wystająca z pnia drzewa żerdź. Podpis pod fotografią brzmi następująco: 

Żołnierze Armii Czerwonej wokół udręczonego ciała polskiego kapitana Rosińskiego, straconego w Orszy w 1918 roku na rozkaz sowieckiego komisarza. Zdjęcie skonfiskowane i zidentyfikowane przez polskie służby informacyjne.

 Oprócz okrucieństwa uwagę zwraca obojętność patrzących na to czerwonoarmistów, co tak w artykule opisał Alfred Savoir: 

Ludzie, których widzicie, przed bolszewizmem byli prawdopodobnie dobrymi ludźmi. Nie byli, jak można by sądzić, prześladowcami. Chłopi, robotnicy lub drobnomieszczanie, zanim zostali zwerbowani do Armii Czerwonej, mieli jakieś wykształcenie, religię, moralność, skrupuły i sumienie. Wszystko to zniknęło. W ciągu dwóch lat naród zmienił się gwałtownie pod względem natury, myśli, wrażliwości, psychologii. Bolszewizm zawiera siłę niszczenia większą, bardziej przerażającą niż wojna. Niszczy, zabija dusze. To jest – w znacznie większym stopniu niż zbiorowe egzekucje, niż wyuczone tortury – zbrodnia bolszewizmu.

 W piśmie I Korpusu Polskiego „Placówka” przedstawiono okoliczności tej zbrodni: 

W Orszy bolszewicy urządzili prawdziwą pułapkę-katownię. Przy pomocy zdrajców podoficerów i szeregowców Polaków wyłapywano oficerów i na miejscu ich zabijano, często po mniej lub więcej wyrafinowanych torturach. Komitet Historyczny I Korpusu posiada fotografie męki braci śp. kapitana i porucznika Rosińskich, zamęczonych w Orszy między 1 a 5 czerwca. Skazani zostali za przynależność do I-go Korpusu przez warszawskiego Żyda Bersona. Byli oni powieszeni żywcem za nogi na drzewie i paleni od głowy. Redakcja „Placówki”, z uwagi na okropne wrażenie, jakie robią te fotografie, nie reprodukuje je, aby nie zrażać czytelników.

Komisarzem ludowym o którym mowa w „Placówce”, był urodzony w 1895 roku polski Żyd Stanisław Berson, który po zajęciu Wilna przez Wojsko Polskie w kwietniu 1919 roku, został aresztowany i rozstrzelany przez żołnierzy I Korpusu Polskiego, w którym służyli bracia Rosińscy.